# Westbury-sub-Mendip
Westbury-sub-Mendip är en ort i Storbritannien.   Den ligger i grevskapet Somerset och riksdelen England, i den södra delen av landet, 180 km väster om huvudstaden London. Westbury-sub-Mendip ligger 39 meter över havet och antalet invånare är 801.
Terrängen runt Westbury-sub-Mendip är platt åt sydväst, men åt nordost är den kuperad. Runt Westbury-sub-Mendip är det ganska tätbefolkat, med 144 invånare per kvadratkilometer.  Trakten runt Westbury-sub-Mendip består i huvudsak av gräsmarker.